# Célestin Monga
Pour les articles homonymes, voir Monga (homonymie).
Célestin Monga est un économiste camerounais né en 1960. Il exerce des fonctions dans le secteur bancaire puis comme enseignant universitaire et intègre ensuite différentes organisations internationales.

## Etudes
Célestin Monga fait des études de gestion et de sciences politiques à l’université de Bordeaux I . Il est titulaire d’un DEA de l’Université Panthéon-Sorbonne, et d’un doctorat obtenu en France à l'Université de Pau.
Il étoffe son cursus universitaire aux États-Unis  
au Massachusetts Institute of Technology puis à Harvard.

## Carrière

### Secteur bancaire
Après ses études, Célestin Monga travaille dans le secteur bancaire au Cameroun. Il est révélé au grand public par une lettre ouverte adressée aux autorités publiques, laquelle lettre lui vaut d’ailleurs des démêlés judiciaires  en 1990.

### Enseignement
Il enseigne par la suite à la Boston University aux États-Unis, à l’université de Bordeaux ainsi qu'à l'Université Panthéon-Sorbonne en France .

### Banque mondiale
Il est ensuite recruté à la Banque mondiale pendant 13 ans en tant que :
- Senior Economist au Département Europe et Asie Centrale de la Banque mondiale.
- Directeur du programme de transformation structurelle.
- conseiller du premier vice-président de la Banque mondiale (Washington, DC) [11].

### ONUDI
Il est recruté comme directeur général adjoint de l'Organisation des Nations unies pour le développement industriel de fin 2014 à mi-juillet 2016.

### BAD
La Banque africaine de développement annonce le 10 juillet 2016, sa nomination au poste de vice-président, chargé de la gouvernance économique et de la gestion du savoir. Il en aussi le chef économiste depuis 2016 

## Publications
Il est auteur de plusieurs livres  et rédacteur de la partie consacrée à l’économie dans la nouvelle Encyclopédie de l’Afrique (2007).

### Ouvrages
- (en) Célestin Monga (dir.) et Justin Yifu Lin (dir.), The Oxford Handbook of Africa and Economics: Volume  I, Context and concepts (Anglais), Oxford, OUP Oxford, coll. « Oxford Handbooks », 2015, 831 p. (ISBN 978-0199687114)
- (en) Célestin Monga (dir.) et Justin Yifu Lin (dir.), The Oxford Handbook of Africa and Economics: Volume 2: Policies and Practices (Anglais), Oxford, OUP Oxford, coll. « Oxford Handbooks », 2015, 992 p. (ISBN 978-0199687107)
- Célestin Monga, Un Bantou en Asie, Paris, Presses universitaires de France, coll. « Perspectives critiques », 2011, 208 p. (ISBN 978-2130593010)
- Célestin Monga, Nihilisme et négritude : Les arts de vivre en Afrique, Paris, Presses universitaires de France, 2009, 272 p. (ISBN 9782130573661)
- Célestin Monga, Un Bantou à Washington Suivi de Un Bantou à Djibouti, Paris, Presses universitaires de France, coll. « Perspectives critiques », 2007, 204 p. (ISBN 978-2130565055)
- Célestin Monga, Un Bantou à Djibouti, Paris, L'Harmattan, 2004 (ISBN 978-2876930377)
- Célestin Monga, Fragments d'un Crépuscule Blesse. Poemes et Photos, Paris, L'Harmattan, 2004 (ISBN 978-2876930346)
- Célestin Monga, L'argent des autres Banques et petites entreprises en Afrique : le cas du Cameroun lieu=Paris, Librairie générale de droit et de jurisprudence, coll. « Bibliothèque africaine et malgache », 1998, 354 p. (ISBN 978-2275016023)
- Célestin Monga et Jean-Claude Tchatchouang, Sortir du piège monétaire, Paris, Economica, 1996, 233 p. (ISBN 978-2717830217)
- Célestin Monga, Anthropologie de la colère : Société civile et démocratie en Afrique noire, Paris, L'Harmattan, 1995, 168 p. (ISBN 978-2738421067)
- Célestin Monga, Esquisse d'une approche plurielle de la crise des finances publiques au Cameroun, Douala (Cameroun), 1990
- Célestin Monga, Ces africains qui font l’Afrique, Paris, Silex, coll. « Nouvelles du Sud », 1988, 252 p. (ISBN 978-2-87693-015-5)
- Célestin Monga, Cameroun, quel avenir ?, Silex, 1986, 315 p. (ISBN 978-2903871758)
- Célestin Monga et Sennen Andriamirado, Le nouveau Congo-océan dans la traversée du Mayombe, Agence Transcongolaise des communications, 1985, 192 p. (ISBN 978-2852583825)

### Travaux professionnels
- (en) Hinh T. Dinh et Célestin Monga, Light Manufacturing in Tanzania: A Reform Agenda for Job Creation and Prosperity, Washington, D.C., World Bank Publications, coll. « Directions in Development - Human Development », 2013, 136 p. (ISBN 978-1464800320)
- (en) Célestin Monga, The Mechanics of Job Creation : Seizing the New Dividends of Globalization, Washington, D.C., World Bank, 2013
- (en) Célestin Monga, Hegelian Macroeconomics : the Dialectics of Global Imbalances, Washington, D.C., World Bank, coll. « Policy research working paper », 2010
- (en) Célestin Monga et Justin Yifu Lin, Growth Report And New Structural Economics., Washington, D.C., World Bank, 2010
- (en) Célestin Monga, Uncivil societies : a theory of sociopolitical change, Washington, D.C., World Bank, coll. « Policy research working paper, 4942 », 2009
- (en) Célestin Monga, Post-Macroeconomics : Reflections on the Crisis and Strategic Directions Ahead, Washington, D.C, World Bank, 2009
- (en) Célestin Monga, Latvia's macroeconomic options in the medium term : fiscal and monetary challenges of European Union membership, Washington, D.C., World Bank, coll. « Policy research working paper,3307 », 2004

### Travaux  universitaires
- Célestin Monga et Groupe de recherches sur l’Afrique francophone, L'inflation du politique en Afrique : une théorie de la consolidation démocratique, Boston University, African Studies Center, 1997
- (en) Célestin Monga, Measuring Democracy: Philosophical considerations, Boston University, African Studies Center, 1996
- (en) Célestin Monga, Trade Reform and Exchange Rate Issues in the CFA Zone, international colloquium Brazzaville, African Studies Center, Boston University, 1995
- (en) Célestin Monga, The case for currency reform in western and central Africa : elements for a political economy of utopia, M.S. Massachusetts Institute of Technology, Sloan School of Management, Mémoire, 1995
- Célestin Monga, Le financement des petites entreprises par les banques commerciales au Cameroun, Université de Pau et des pays de l'Adour, Thèse, 1994
- Célestin Monga, L’O.U.A face à l’Afrique du Sud, Université Paris I, Mémoire DEA, 1985, 115 p.

### Articles
- (en) Célestin Monga, « The Hegelian dialectics of global imbalances », The Journal of PhilosoPhical economics, Rosetti international, vol. VI,‎ automne 2012 (ISSN 1843-2298)
- (en) Célestin Monga, « Post-macroeconomics: reflections on the crisis and strategic directions ahead », Journal of international commerce, economics and Policy, nos 2-2,‎ 2011, p. 277–304
- Célestin Monga, « Conversation sur l’exil », Africultures : diaspora identité plurielle, vol. 1, no 72,‎ 2008, p. 68-77
- Célestin Monga, « Pour une société civile forte et dynamique », Africultures Cameroun : la culture sacrifiée, vol. 3, no 60,‎ 2004, p. 174-178
- (en) Célestin Monga, « A Currency Reform Index for Western and Central Africa », The World Economy, vol. 20, no 1,‎ janvier 1997, p. 103-126
- Célestin Monga, « L'Afrique et la théorie démocratique », Québec : Centre Sahel, Université Laval Dossier études et formation, no 32,‎ 1996
- Célestin Monga, « L'indice de démocratisation : comment déchiffrer le nouvel aide-mémoire de l'autoritarisme », Afrique 2000 : revue trimestrielle, no 22,‎ 1995, p. 63-77
- Célestin Monga, « Monnaie et politique en zone franc », Afrique 2000 : revue africaine de politique internationale, no 15,‎ oct./nov./déc. 1993, p. 65-74
- Célestin Monga, « L'identité mutante : authenticité, permanences et ruptures dans les cultures africaines », Afrique 2000 : revue trimestrielle, no 9,‎ 1992, p. 81-97
- Célestin Monga, « Les voies du changement en Afrique : comment le pouvoir freine l'ouverture au Cameroun », Le Monde diplomatique, no 14,‎ 1991
- Célestin Monga, « L'émergence de nouveaux modes de production démocratique en Afrique noire », Afrique 2000 : revue trimestrielle, no 7,‎ 1991, p. 111-125